# Staurodesmus insignis
Staurodesmus insignis  là một loài Song tinh tảo trong họ Desmidiaceae, thuộc chi Staurodesmus.